# Хари Лундал
Хари Лундал (швед. Harry Lundahl; Хелсингборг, 16. октобар 1905 — Гетеборг, 2. март 1988) био је шведски фудбалер и тренер. Најпознатији је по игрању за Хелсингборг.